# Журавлёва (Талицкий муниципальный округ)
Журавлёва — деревня в Талицком городском округе Свердловской области, Россия.

## Географическое положение
Деревня Журавлёва муниципального образования «Талицкого городского округа» Свердловской области находится на расстоянии 27 километров (по автотрассе в 35 километрах) к востоку-юго-востоку от города Талица, на правом берегу реки Рамыль (левый приток реки Беляковка, бассейна реки Пышма).

## Население
| 2002 | 2010 | 2021 |
| ---- | ---- | ---- |
| 91   | ↘75  | ↘52  |